# Парк Пам'яті (Харків)
Парк Пам'яті (до 2007 року — Комсомольський парк) — меморіальний парк в історичному районі Тюринка міста Харків, Україна, на вулиці Академіка Павлова.

## Історія
Споруджений у 1960-х роках з назвою Комсомольський парк, на місці колишнього єврейського цвинтаря, де було поховано близько 7 тисяч жертв політичних репресій та невідому кількість жертв Голодомору. Місце під цвинтар єврейська громада Харкова отримала 1 серпня 1933 року, за рішенням комунального відділу Харківської міської ради. До цього, огороджена бетонним парканом територія, на вулиці Конюшенній (сучасна назва — Академіка Павлова), належала Головному управлінню НКВС у Харківській області та частково використовувалася для поховань розстріляних «куркулів» та селян, що повстали проти радянської влади. На місці поховань у 1990 році встановлено пам'ятний камінь. Під час проведення досліджень з'ясовано, що масові поховання на місці жертв розстрілів НКВС у Харківській області відбувалися з 9 серпня 1937 року до 11 березня 1938 року. В одному з поховань було знайдено рештки дітей, що загинули, орієнтовно, в часи Голодомору 1932—33 років.
22 березня 1990 року, рішенням виконавчого комітету Харківської міської ради № 71, паркові надано статус місця поховання жертв політичних репресій.
4 липня 2007 року, відповідно до рішення Харківської міської ради № 157/7 «Про перейменування Комсомольського парку», з метою увічнення пам'яті жертв голодоморів, тортур, переслідувань за політичними, ідеологічними, національними чи релігійними переконаннями, об'кт перейменовано у Парк Пам'яті з наданням статусу меморіального парку.